# Harry Potter und der Gefangene von Askaban (Film)
Harry Potter und der Gefangene von Askaban ist ein britisch-US-amerikanischer Fantasyfilm und die Verfilmung des gleichnamigen Bestseller-Romans der englischen Autorin Joanne K. Rowling aus dem Jahr 2004. Nachdem bei den ersten beiden Filmen der Harry-Potter-Reihe der US-Amerikaner Chris Columbus als Regisseur fungiert hatte, entstand der dritte Film unter der Regie des Mexikaners Alfonso Cuarón. Der Filmstart in Deutschland war am 3. Juni 2004. Dieser dritte Teil der Harry-Potter-Reihe spielte weltweit knapp 795,6 Mio. US-Dollar ein und belegt Platz 105 (Stand: 19. April 2025) auf der Liste der weltweit erfolgreichsten Filme. Der Film wurde für zwei Oscars in den Kategorien Beste Filmmusik und Beste visuelle Effekte nominiert.

## Handlung
Der Film beginnt mit dem Besuch der fiesen Tante Magda, der Schwester von Vernon Dursley, die Harry nicht leiden kann. Als Magda unentwegt über Harrys verstorbene Eltern herzieht, belegt Harry sie unbeabsichtigt mit einem Zauber, durch den sie sich zu einem riesigen Ballon aufbläst und davonfliegt. Daraufhin flieht Harry mit seinen Sachen hastig aus dem Haus. Er wird anschließend vom Fahrenden Ritter, einem mobilen Zufluchtsort für gestrandete Hexen und Zauberer, aufgegriffen und in einer rasanten Fahrt nach London zum Tropfenden Kessel gebracht. Auf der Fahrt hört Harry erstmals vom Entkommen des Gefangenen Sirius Black aus dem Zauberergefängnis Askaban. Im Tropfenden Kessel wird Harry bereits vom Zaubereiminister Cornelius Fudge erwartet, der ihn darüber informiert, dass sein Malheur wieder rückgängig gemacht wurde. Obwohl minderjährigen Schülern untersagt ist, außerhalb von Hogwarts zu zaubern und ein Verstoß gegen diese Regel einen Schulverweis bedeuten kann, darf Harry nach Hogwarts zurückkehren. Fudge übergibt ihm die Schulbücher für das nächste Schuljahr. Am nächsten Tag treffen Harrys Freunde Hermine und Ron mit dessen Familie im Tropfenden Kessel ein. Von Rons Vater, Arthur Weasley, erfährt Harry, dass Sirius Black immer noch ein überzeugter Diener von Lord Voldemort und nach seiner Flucht auf Rache an Harry für dessen Sturz aus sei.
In diesem Schuljahr bewachen Dementoren auf Anweisung des Zaubereiministeriums das Schloss Hogwarts, da man vermutet, dass Sirius Black ins Schloss eindringen will. Diese Wesen werden üblicherweise als Wärter in Askaban eingesetzt. Die Dementoren handeln nach ihrem Instinkt, jedem Lebewesen, dem sie begegnen, das Glück buchstäblich auszusaugen. Auf der Zugfahrt nach Hogwarts kommt es zu der ersten Begegnung zwischen Harry und einem Dementor, der Harry angreift. Glücklicherweise befindet sich Remus Lupin, neuer Lehrer im Fach Verteidigung gegen die Dunklen Künste, im selben Abteil und kann den Dementor abwehren. Wie sich später herausstellt, ist Harry aufgrund seiner schrecklichen Erfahrungen besonders anfällig für die Dementoren, weshalb Professor Lupin Harry später den Patronus-Zauber beibringt, mit dem man sie abwehren kann.
In der ersten Stunde des neuen Faches Wahrsagen liest die verschrobene Professorin Trelawney aus Harrys Teetasse einen Grimm, eine Art schwarzen Hund, der den Tod desjenigen vorhersagt. Während Hagrids erster Stunde als Professor für das Fach Pflege magischer Geschöpfe wird Draco Malfoy von dem Hippogreif Seidenschnabel, einem vogelähnlichen Wesen, verletzt. Deswegen verurteilt das Zaubereiministerium Seidenschnabel zum Tode.
Harry findet mithilfe der Karte des Rumtreibers, die er von Fred und George Weasley geschenkt bekommt, einen Geheimgang ins nahe gelegene Zaubererdorf Hogsmeade, wo er im Schutze seines Tarnumhangs ein Gespräch zwischen den Hogwarts-Professoren und dem Zaubereiminister unbemerkt belauscht. Er erfährt dabei von dem Mord, den Sirius einst an dem Zauberer Peter Pettigrew begangen haben soll. Zudem sei Sirius Harrys Taufpate und soll derjenige gewesen sein, der das Versteck seiner Eltern an Voldemort verraten habe, infolgedessen diese dann ermordet wurden.
Am Tag von Seidenschnabels Hinrichtung besuchen Hermine, Ron und Harry Hagrid in seiner Hütte, um ihn zu trösten. Hagrid gibt bei der Gelegenheit Ron seine Ratte Krätze zurück, die ihm zuvor entlaufen war. Steine, die durch das offene Fenster fliegen, machen die Gruppe auf den kommenden Scharfrichter aufmerksam. Somit können die drei noch rechtzeitig unbemerkt aus Hagrids Hütte schleichen. Vor dem Eingangsportal des Schlosses sehen die drei gerade noch, wie die Sichel des Scharfrichters fällt. Plötzlich beißt Krätze Ron in den Finger und flüchtet zur Peitschenden Weide, wo ein mysteriöser schwarzer Hund Ron samt Ratte ins Innere der Weide verschleppt. Hermine und Harry folgen ihnen und gelangen zur Heulenden Hütte, die das am stärksten von Spuk heimgesuchte Gebäude Englands ist. Dort erwartet sie Sirius Black, der sich als nicht registrierter Animagus, ein Formwandler, in den schwarzen Hund verwandelt hatte. Kurz darauf erscheint Lupin, der sich mit Black verbündet hat. Bevor Lupin die Situation erklären kann, taucht auch Professor Snape auf und entwaffnet Black und Lupin. Da Harry Lupins Geschichte hören will, entwaffnet er daraufhin Snape. Nicht Sirius, sondern Peter Pettigrew, ein ehemaliger Freund von Black und Lupin, hat Harrys Eltern verraten. Nachdem er sich einen Finger abgeschnitten hat, ist er in Form einer Ratte bei den Weasleys untergetaucht. Black und Lupin verwandeln Pettigrew wieder in einen Menschen und wollen ihn für den Verrat an Harrys Eltern umbringen. Harry schreitet jedoch ein und will, dass Pettigrew verschont bleibt, um die Unschuld von Sirius zu beweisen.
Wieder zurück im Freien verwandelt sich Lupin aufgrund des Vollmondes in einen Werwolf. Um die Menschen um sich zu schützen, verwandelt sich Sirius wieder in einen Hund und kämpft gegen seinen Freund. In dem Durcheinander befreit sich Pettigrew, verwandelt sich wieder in eine Ratte und ergreift erneut die Flucht. Sirius ist dem Werwolf klar unterlegen und wird nur verschont, weil Lupin als Werwolf dem Ruf eines anderen Werwolfes folgt. Schwer angeschlagen schleppt sich Sirius zu einem See. Dort greift ihn eine Schar von Dementoren an, gegen die auch Harry keine Chance hat. Kurz bevor er das Bewusstsein verliert, glaubt Harry, seinen Vater wieder gesehen zu haben, welcher einen Patronus heraufbeschwört, der mächtig genug ist, um alle Dementoren abzuwehren.
Als Harry wieder aufwacht, befindet er sich, gemeinsam mit Ron und Hermine, im Krankenflügel von Hogwarts. Sirius wurde verhaftet und soll von den Dementoren geküsst werden, was den Verlust seiner Seele bedeuten würde, was mit dem Tode gleichzusetzen sei. Dumbledore besucht die drei und hört sich ihre Geschichte an. Allerdings gibt er ihnen wenig Hoffnung, dass die Geschichte andere Zauberer überzeugen wird. Er bringt sie auf die Idee, Hermines Zeitumkehrer zu verwenden, der ihr im laufenden Schuljahr ermöglichte, an gleichzeitig stattfindenden Kursen teilzunehmen. Damit reisen Harry und Hermine in der Zeit zurück zum Vormittag. Sie begeben sich unbemerkt zu Hagrids Hütte, werfen Steine durch das Fenster, um ihre früheren Ichs auf den herannahenden Henker aufmerksam zu machen. Anschließend befreien sie Seidenschnabel, so dass kein Verdacht auf Hagrid fällt. Mit Seidenschnabel gehen sie dann in den Verbotenen Wald und warten die Geschehnisse in der Heulenden Hütte ab.
Beim Kampf zwischen Sirius und Lupin lockt Hermine Lupin davon, indem sie einen anderen Werwolf nachahmt. Daraufhin macht Lupin Jagd auf die beiden, wird allerdings von Seidenschnabel vertrieben, bevor er Harry und Hermine töten kann. Die beiden rennen zum See, wo die Dementoren dem geschwächten Sirius und dem früheren Harry die Seelen stehlen wollen. Der zukünftige Harry nimmt an, dass sie jeden Moment von seinem verstorbenen Vater gerettet werden. Erst im letzten Moment begreift er, dass er von der anderen Seite des Sees aus nicht seinen Vater, sondern sich selbst gesehen hat. Daraufhin tritt Harry den Dementoren mit seinem Patronus entgegen und verscheucht diese.
Hermine und Harry verhelfen Sirius anschließend mithilfe von Seidenschnabel zur Flucht.
Am Ende des Schuljahres kündigt Lupin seinen Job als Professor, nachdem bekannt wird, dass er ein Werwolf ist. Zudem schickt Sirius Harry als Geschenk einen neuen Besen, den Feuerblitz, nachdem sein Nimbus 2000 bei einem Quidditch-Spiel zerstört worden ist.

## Synchronisation
Die deutsche Synchronbearbeitung entstand bei FFS Film- & Fernseh-Synchron in München und Berlin. Frank Schaff verfasste das Dialogbuch.
Tim Schwarzmaier, der in den vorherigen beiden Teilen Daniel Radcliffe als Harry Potter sprach, wurde durch Nico Sablik ersetzt, da bei ihm im Gegensatz zu Radcliffe der Stimmbruch noch nicht einsetzte.
| Rolle                   | Darsteller       | Synchronsprecher     |              |
| Hauptfiguren            | Hauptfiguren     | Hauptfiguren         | Hauptfiguren |
| ----------------------- | ---------------- | -------------------- | ------------ |
| Harry Potter            | Daniel Radcliffe | Nico Sablik          |              |
| Ron Weasley             | Rupert Grint     | Max Felder           |              |
| Hermine Granger         | Emma Watson      | Gabrielle Pietermann |              |
| Lehrkörper von Hogwarts |                  |                      |              |
| Albus Dumbledore        | Michael Gambon   | Klaus Höhne          |              |
| Remus Lupin             | David Thewlis    | Frank Röth           |              |
| Severus Snape           | Alan Rickman     | Bernd Rumpf          |              |
| Minerva McGonagall      | Maggie Smith     | Bettina Schön        |              |
| Rubeus Hagrid           | Robbie Coltrane  | Hartmut Neugebauer   |              |
| Argus Filch             | David Bradley    | Fred Maire           |              |
| Sibyll Trelawney        | Emma Thompson    | Viktoria Brams       |              |
| Schüler von Hogwarts    |                  |                      |              |
| Fred Weasley            | James Phelps     | Stefan Günther       |              |
| George Weasley          | Oliver Phelps    | Stefan Günther       |              |
| Percy Weasley           | Chris Rankin     | Daniel Schlauch      |              |
| Ginny Weasley           | Bonnie Wright    | Marcia von Rebay     |              |
| Draco Malfoy            | Tom Felton       | Moritz Petramer      |              |
| Neville Longbottom      | Matthew Lewis    | Matthias Kick        |              |

| Rolle             | Darsteller        | Synchronsprecher      |                  |
| Weitere Zauberer  | Weitere Zauberer  | Weitere Zauberer      | Weitere Zauberer |
| ----------------- | ----------------- | --------------------- | ---------------- |
| Sirius Black      | Gary Oldman       | Pierre Peters-Arnolds |                  |
| Molly Weasley     | Julie Walters     | Katharina Lopinski    |                  |
| Arthur Weasley    | Mark Williams     | Leon Rainer           |                  |
| Cornelius Fudge   | Robert Hardy      | Norbert Gastell       |                  |
| Peter Pettigrew   | Timothy Spall     | Gudo Hoegel           |                  |
| Madam Rosmerta    | Julie Christie    | Krista Posch          |                  |
| Muggel            |                   |                       |                  |
| Vernon Dursley    | Richard Griffiths | Harald Dietl          |                  |
| Petunia Dursley   | Fiona Shaw        | Marion Hartmann       |                  |
| Dudley Dursley    | Harry Melling     | Fabian Rainer         |                  |
| Magdalena Dursley | Pam Ferris        | Ilona Grandke         |                  |

## Ausstrahlung in Deutschland
Die deutsche Free-TV Premiere erfolgte am 25. Dezember 2007 zur Primetime im ZDF. Der Film erreichte in der werberelevanten Zielgruppe 22,7 Prozent Marktanteil durch 4,09 Millionen Zuschauer, insgesamt sahen 6,84 Millionen Zuschauer den Film zur Erstausstrahlung.

## Rezeption

### Kritiken
„Furioser Fantasy-Abenteuerfilm, in der das Unschuldig-Spielerische der bisherigen Adaptionen deutlich einer ‚erwachseneren‘ Bedrohung weicht, dem der tricktechnisch versierte Film mit einem philosophischen Spiel um die Relativität von Wahrnehmungen und Wahrheit sowie dem virtuosen Umgang mit Licht und Dunkelheit, Raum und Zeit Rechnung trägt.“

„Regisseur Alfonso Cuarón […] inszeniert das dritte Harry-Potter-Abenteuer in einem verfeinerten visuellen Stil ebenso straff wie frei und greift gekonnt die zunehmend dunkle Stimmung des Buches auf, ohne sich zu sehr an die Vorlage zu halten oder sich in Spielereien zu verlieren. […] Besonders überzeugen David Thewlis und Daniel Radcliffe in der sich langsam entwickelnden Vater-und-Sohn-artigen Beziehung zwischen Professor Lupin und Harry Potter, die von Regisseur Cuarón einfühlsam und in schönen Bildern inszeniert ist. […] Der bisher beste Harry-Potter-Film.“

„Es ist ihm (Alfonso Cuarón) gelungen, das Stadium der devot-sklavischen Visualisierung zu verlassen: Dieser Film ist eine künstlerische Arbeit aus eigenem Recht, er lebt, er atmet, was von seinen Vorgängern nie zu sagen war.“

### Einspielergebnis
Bei einem Budget von 130 Millionen US-Dollar spielte der Film weltweit 795,6 Millionen US-Dollar ein, davon rund 249,5 Millionen US-Dollar in den USA und 48,7 Millionen US-Dollar in Deutschland.

## Auszeichnungen
- 2004: British Academy Children’s Film & Television Award als Bester Film
- 2004: Phoenix Film Critics Society Award für den Besten Familienfilm – Live Action
- 2004: World Soundtrack Award für den Beliebtesten Soundtrack (Publikumspreis)
- 2005: BMI Film Music Award für Komponist John Williams
- 2005: British Academy Film Award als Beliebtester Film (Publikumspreis)
- 2005: Visual Effects Society Awards für Outstanding Performance by an Animated Character in a Live Act on Motion Picture und Outstanding Visual Effects in a Visual Effects Driven Motion Picture
- 2005: Nominierung bei der Oscarverleihung 2005 für die Beste Filmmusik und Visual Effects
- 2006: Outstanding Contribution to British Cinema Award bei den Empire Awards für die Harry-Potter-Filme 1–4

Die Deutsche Film- und Medienbewertung (FBW) zeichnete den Film mit dem Prädikat „besonders wertvoll“ aus.

## Unterschiede zur Romanvorlage
- Im Roman dauert Tante Magdas Besuch eine ganze Woche, der Unfall ereignet sich am letzten Tag dieser Woche. Harry setzt Onkel Vernon damit unter Druck, das Lügengebäude der Dursleys zu wahren, im Gegenzug verspricht Vernon die Einverständniserklärung für Hogsmeade zu unterschreiben. Aufgrund des Unfalls unterschreibt Vernon jedoch nicht; im Film kommt dies nicht vor.
- Harry erfährt im Film erst im Fahrenden Ritter von Sirius Black und seinem Ausbruch statt im Ligusterweg. Dass Sirius angeblich eine Muggelstraße explodieren ließ, wobei Peter Pettigrew und ein Dutzend Muggel starben, bleibt im ganzen Film unerwähnt. Dennoch wird Sirius im fünften Film wiederholt als Massenmörder bezeichnet.
- Im Buch verbringt Harry etwa 3 Wochen im Tropfenden Kessel und der Winkelgasse (der Vorfall mit Tante Magda passiert eine Woche nach seinem Geburtstag am 31. Juli und der Hogwarts-Express fährt am 1. September), im Film erwähnt Fudge gleich nach Harrys Ankunft, dass er am nächsten Tag nach Hogwarts fahren würde. Harry kauft im Roman seine Bücher selbst, im Film hat Fudge sie alle für ihn in den Tropfenden Kessel bringen lassen.
- Im Roman erfährt Harry durch ein zufällig belauschtes Streitgespräch zwischen Rons Eltern davon, dass Sirius hinter ihm her ist. Die Warnung, die Arthur Weasley Harry am Tag danach gibt, entspricht der im Film, im Buch ist Arthur zögerlicher.
- Während Dementoren im Roman nur wenige Zentimeter aufrecht über dem Boden schweben, können sie im Film in mehreren Metern Höhe fliegen.
- Obwohl Hermine Professor McGonagall versprochen hat, niemandem von ihrem Zeitumkehrer zu erzählen, kann man ihn im Film manchmal offen über ihrer Kleidung sehen.
- Oliver Wood und Marcus Flint spielen im Roman noch wichtige Rollen, dennoch sind sie im Film nicht mehr zu sehen. Cho Chang tritt noch nicht auf.
- Dass Hermines Kater Krummbein wiederholt versucht, Krätze zu fangen, wird im Film weniger ausführlich behandelt. Auch haben Ron und Hermine nach Krätzes vermeintlichem Tod nur kurz Streit, während sie im Roman mehrere Wochen sehr sauer aufeinander sind. Dass Krätze seit Rons Ägyptenreise (und damit seit Sirius’ Ausbruch) immer mehr an Gewicht verliert, wird im Film nicht angesprochen.
- Im Buch sind Sirius (in Hundegestalt) und Kater Krummbein miteinander verbündet, u. a. stiehlt der Kater die Passwörter von Neville, bringt die Feuerblitz-Bestellung zur Post und macht in Sirius Auftrag Jagd auf Krätze alias Peter Pettigrew, um ihn Sirius auszuliefern. Im Film haben die beiden keinerlei Verbindung zueinander.
- Harrys Hogsmeade-Besuch im Film enthält Elemente seiner zwei Besuche im Roman.
- Die Lehrer, Fudge und Rosmerta unterhalten sich im Roman nicht in einem separaten Raum, sondern im Schankraum. Der Fidelius-Zauber, mit dem eine Person zu einem Geheimniswahrer – und damit zur einzigen Person, die das Geheimnis weitergeben kann – gemacht werden kann, bleibt in der ganzen Filmreihe ungenannt, ebenso wie die Behauptung, dass Sirius der Geheimniswahrer der Potters gewesen sein soll. Somit hätte jeder Eingeweihte die Potters verraten können. Außerdem kann man den Dialog des Films so verstehen, dass Sirius Peter Pettigrew, der die Potters warnen wollte, auflauerte (eventuell sogar unmittelbar bevor Voldemorts Angriff erfolgte) und ihn dann tötete.[10]
- Sirius’ Einbruch in den Gryffindor-Turm wurde gedreht, kommt aber im Film nicht detailliert vor. Die darauffolgende Verschärfung der Sicherheitsvorkehrungen wird angedeutet.
- Die Szene, in der Harry von Snape mit der Karte des Rumtreibers aufgegriffen und von Lupin gerettet wird, findet im Buch in einem anderen Zusammenhang statt. Dort sieht Harry Pettigrew nie auf der Karte.
- Professor Trelawneys Vorhersage, und damit das Finale der Handlung, ereignen sich im Film nach der ersten Stunde mit Kristallkugeln statt nach Harrys letzter Prüfung.
- Im Film erfährt Harry nicht die Hintergrundgeschichte von Lupin sowie der Heulenden Hütte und der Peitschenden Weide. Auch bleibt ungenannt, dass James ebenfalls ein Animagus war. Auch dass Snape von Sirius in die Hütte gelockt und im letzten Moment von James gerettet wurde, wird nicht erwähnt.[11]
- Der Wolfsbann-Trank, der Lupin bei Vollmond schützt, kommt nicht vor, wird aber dennoch von Sirius erwähnt.
- Im Buch bringt ein Zeitumkehrer den Benutzer auch an den Ort, wo er zu der entsprechenden Zeit war. Harry, Hermine und Seidenschnabel verstecken sich, bis die Dementoren kommen, in Hagrids Hütte und treffen nicht auf Lupin.
- Im Roman findet nach Lupins Abreise ein Gespräch zwischen Harry und Dumbledore statt, bei welchem sie unter anderem darüber reden, dass Harry sich für seinen Vater hielt. Auch wird im Buch genauer erklärt, wie Harry darauf kam.
- Harry erhält den Feuerblitz im Buch bereits an Weihnachten, wonach er zuerst beschlagnahmt und untersucht wird.
- Während im Roman alle drei Gryffindor-Quidditchspiele und der Pokalsieg am Ende eine wichtige Rolle spielen, beschränkt sich der Film auf eine Szene aus dem ersten Spiel.
- Im Film greifen Harry und Hermine nach ihrer Zeitreise aktiv in die Ereignisse ein, indem sie ihre Ebenbilder mit Schnecken bewerfen und den Werwolf mit Geheul ablenken, was zu einer direkten Konfrontation zwischen den Kindern, dem Werwolf und Seidenschnabel führt. All das kommt im Roman nicht vor.

## Sonstiges
- Nach den Dreharbeiten des zweiten Harry-Potter-Films verstarb Richard Harris, der bisherige Darsteller des Schuldirektors Albus Dumbledore. Für diesen Teil wurde deswegen Michael Gambon verpflichtet, der seitdem den Zauberer verkörperte. In der deutschen Fassung wurde Klaus Höhne als Synchronsprecher beibehalten.
- Der Film bekam einen völlig anderen Look als bei den beiden ersten Teilen, da er nun nicht mehr wie bisher vom US-amerikanischen „Familien-Regisseur“ Chris Columbus, sondern vom Mexikaner Alfonso Cuarón gedreht wurde. Viele dieser Änderungen wurden für die restlichen Filme der Reihe beibehalten.
  - Die Anordnung von Hogwarts und Umgebung wurde leicht verändert (z. B. die Lage von Hagrids Hütte und der Peitschenden Weide) bzw. um einige Sets ergänzt.
  - Sowohl Professor Flitwick als auch Tom, der Wirt des Tropfenden Kessels, haben ein komplett anderes Aussehen als in vorigen Filmen.
  - Die vier Häuser von Hogwarts treten in den Hintergrund, da nicht mehr durchgehend Schuluniformen getragen werden und auch das Punktesystem für den Hauspokal kaum noch Verwendung findet. Auch die Quidditch-Szenen wurden deutlich reduziert.
  - Die ethnische Zusammensetzung der Schuljahrgänge ist deutlich diverser.
  - Die Zauberstäbe haben erstmals unterschiedliche Formen.

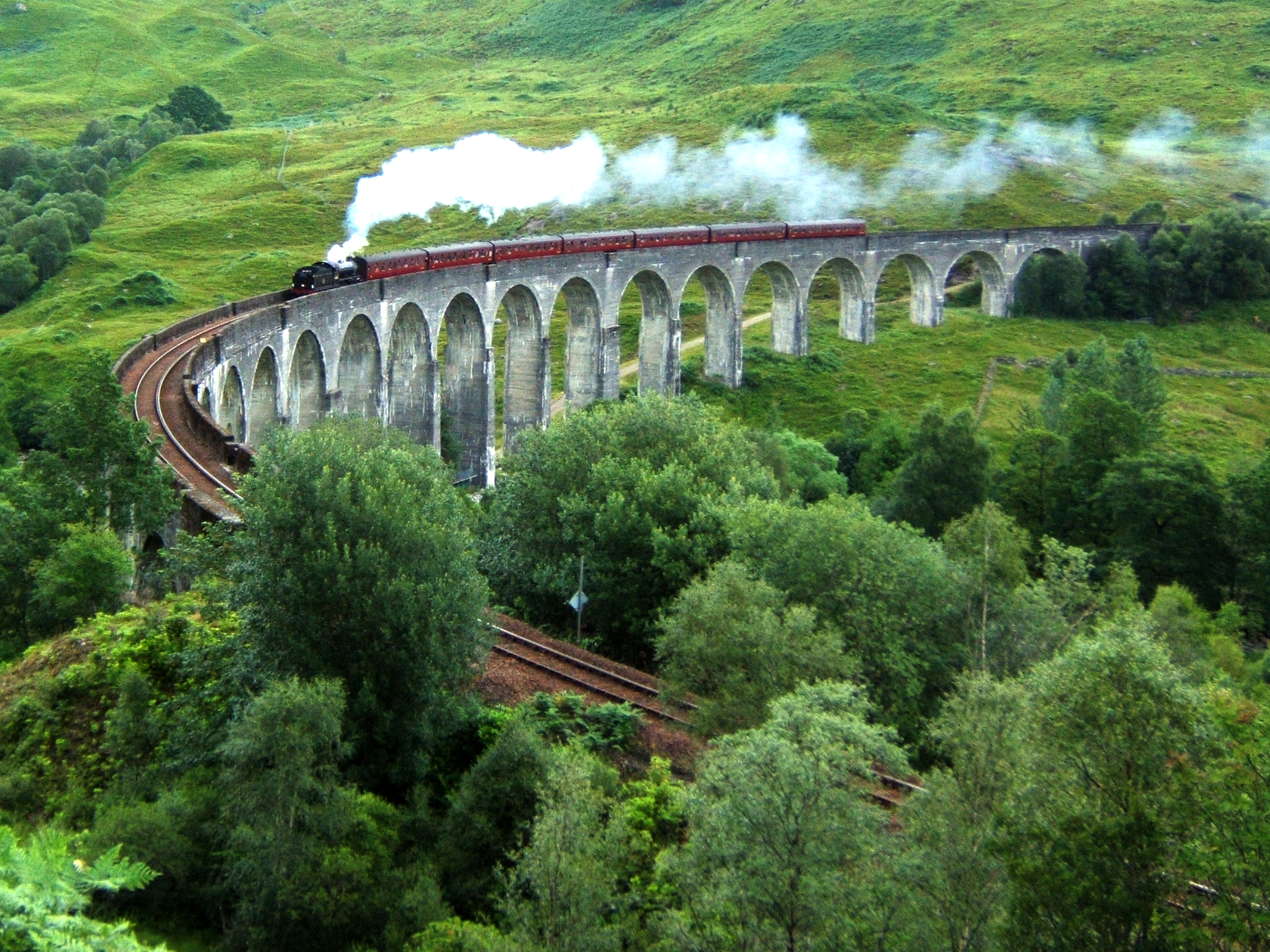
Der Glenfinnan-Viadukt, der als Schauplatz des Filmes diente.

- Als „Concept Artists“ war an diesem neuen Look auch das russisch-deutsche Künstlerehepaar Andrej Dugin und Olga Dugina beteiligt.[12]
- Die Altersfreigabe wurde bei diesem Film zum ersten Mal auf 12 Jahre festgelegt.
- Der Film baut mithilfe von in der Romanvorlage nicht vorhandenen Details Spannung auf. So werden bei der Ankunft des Fahrenden Ritters auf einem nahen Spielplatz Spielgeräte gezeigt, die sich auf magische Weise bewegen, und der Henker, der Seidenschnabel hinrichten soll, wird von Raben begleitet. Durch die vielen Uhren, die überall im Schloss auf auffällige Weise gezeigt werden, wird der Zuschauer auf das Thema „Zeit“ eingestimmt.
- Der britische Rocksänger Ian Brown ist in einer Statistenrolle als Zauberer zu sehen, der Stephen Hawkings Buch A Brief History of Time liest.
- Während des Drehs in der Szene, in der die Gryffindors in Schlafsäcken im Speisesaal schliefen, erlaubten sich Michael Gambon und Alan Rickman einen Streich und legten ein Pupskissen in Daniel Radcliffes Schlafsack.[13]
- Die Endtitel sind in der Art der Karte des Rumtreibers gestaltet. Die letzten Worte nach dem Abspann lauten „Missetat begangen“ und „Nox“.

## Filmbesucherzahlen
| Land                   | Besucher 2004 |
| ---------------------- | ------------- |
| Vereinigte Staaten     | 40.155.716    |
| Vereinigtes Königreich | 10.262.247    |
| Frankreich             | 6.891.348     |
| Deutschland            | 6.547.643     |
| Spanien                | 3.477.359     |
| Italien                | 3.323.916     |
| Niederlande            | 1.234.712     |
| Belgien                | 1.108.663     |
| Polen                  | 1.040.789     |
| Tschechien             | 713.344       |
| Schweden               | 712.578       |
| Österreich             | 662.138       |
| Dänemark               | 629.844       |
| Türkei                 | 625.043       |
| Schweiz                | 608.564       |